# Chris van Veen

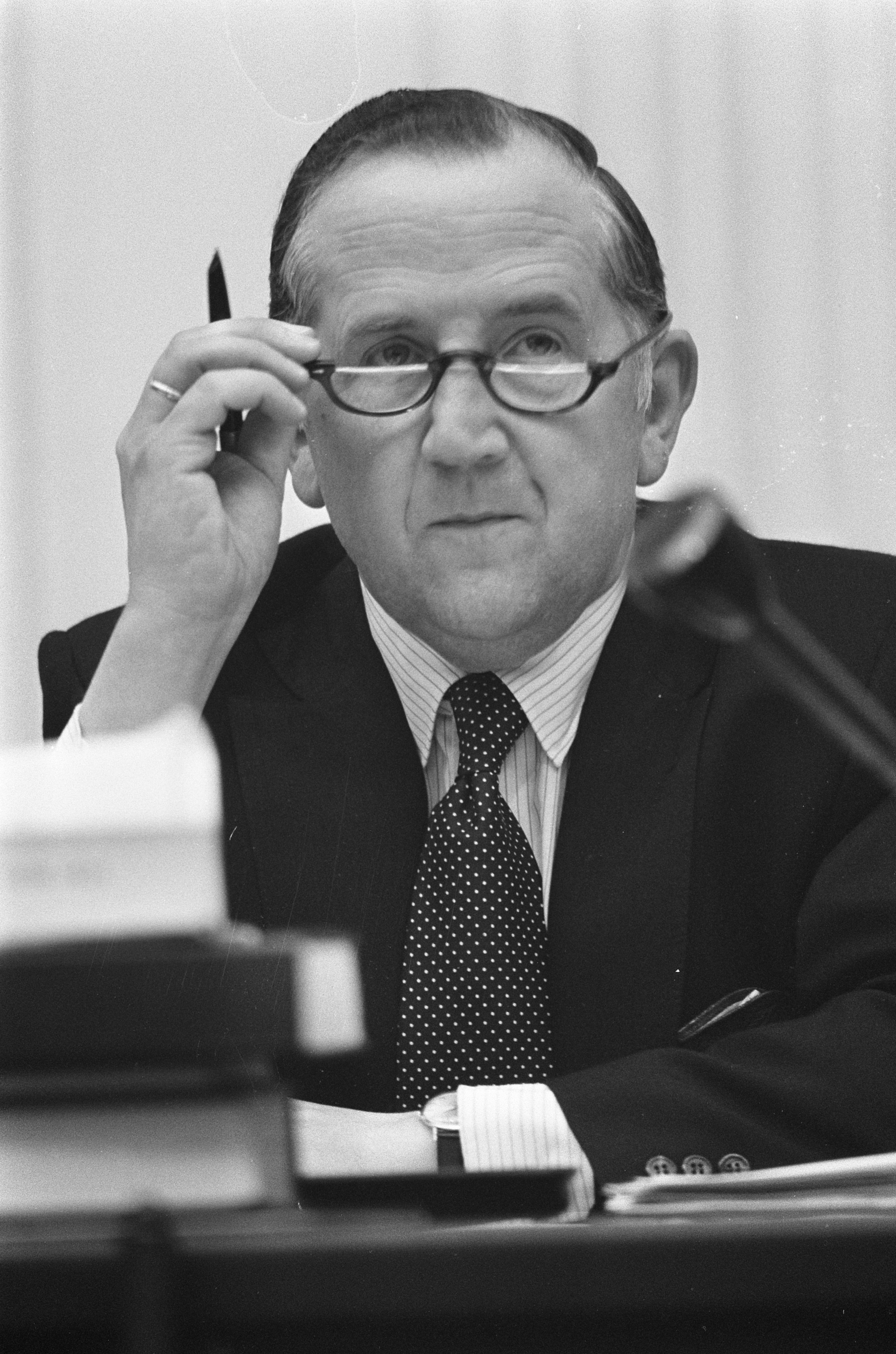
Chris van Veen (1972)

Christiaan „Chris“ van Veen (* 19. Dezember 1922 in Barneveld, Provinz Gelderland; † 9. November 2009 in Wassenaar, Provinz Zuid-Holland) war ein niederländischer Politiker der Christelijk-Historische Unie (CHU) sowie des Christen-Democratisch Appèl (CDA), der unter anderem Staatssekretär, kurzzeitig Mitglied der Zweiten Kammer der Generalstaaten und Minister war. Große Bekanntheit erreichte er als Vorsitzender des Arbeitgeberverbandes Verbond van Nederlandse Ondernemingen (VNO), für den er am 6. November 1982 mit Arbeitnehmern und Gewerkschaften das grundlegende Abkommen von Wassenaar zur Festlegung der Arbeitsbeziehungen in den Niederlanden aushandelte.

## Leben

### Studium und berufliche Laufbahn
Nach dem Besuch der Grundschule in Oude Tonge ging van Veen zwischen 1935 und 1939 zur öffentlichen erweiterten Grundschule (MULO-School) in Middelharnis und  war danach zuerst Lehrlingsanwärter im Sekretariat der Gemeinde Den Bommel, ehe er von 1940 bis 1944 als Beamter in der Gemeindeverwaltung Den Bommel beschäftigt war. Anschließend war er bei der Militärverwaltung in Brüssel tätig und wurde nach Ende des Zweiten Weltkrieges 1945 Beamter im Sekretariat der Gemeinde Rijswijk.
Daneben besuchte er zwischen 1949 und 1952 die Hogere Burgerschool und begann im Anschluss 1953 ein Studium der Rechtswissenschaften an der Freien Universität Amsterdam, an der er im Juni 1955 das Kandidatsexamen ablegte. Nach Beendigung des Studiums 1958 war er zunächst Leiter der Abteilung für allgemeine Angelegenheiten der Gemeinde Rijswijk, danach zwischen April 1960 und Oktober 1964 Gemeindesekretär in Hoogeveen sowie daraufhin bis Mai 1967 Gemeindesekretär in Groningen.

### Staatssekretär, Abgeordneter und Minister

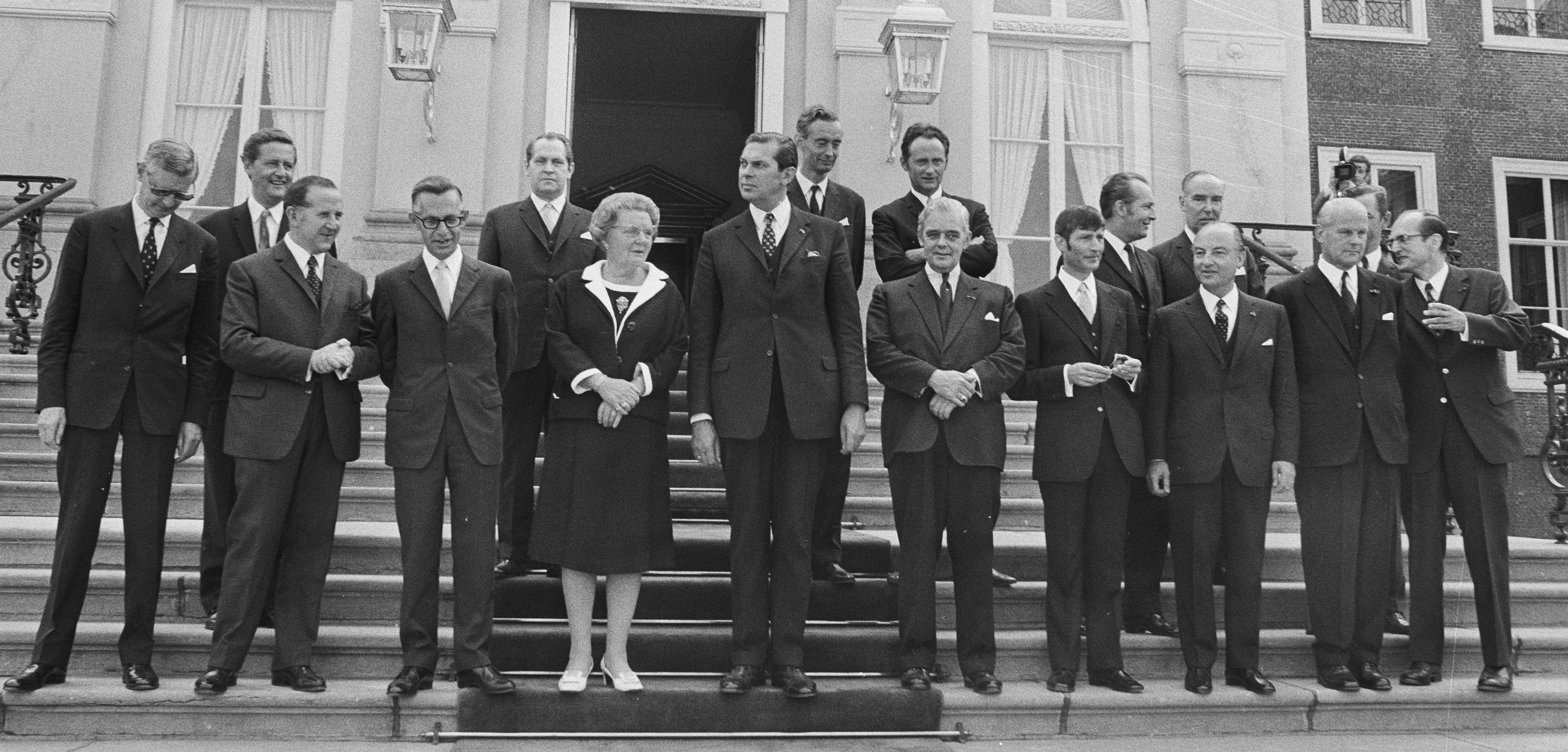
Kabinett Biesheuvel am 6. Juli 1971: Bildungsminister van Veen (1. Reihe, 2.v.l) mit Königin Juliana sowie Ministerpräsident Barend Biesheuvel (5.v.l.) und den weiteren Ministern

Am 10. Mai 1967 wurde van Veen von Ministerpräsident Piet de Jong zum Staatssekretär im Innenministerium in dessen Kabinett berufen. Dort war er bis zum Ende von de Jongs Amtszeit am 6. Juli 1971 unter Innenminister Henk Beernink zuständig für Agglomerationsangelegenheiten, Regierungspersonal und Regierungsorganisation.
Bei der Parlamentswahl im April 1971 wurde er zum Mitglied der Zweiten Kammer der Generalstaaten gewählt und gehörte dieser formell vom 11. Mai bis zum 6. Juli 1971 an.
Nach der Bildung der Regierung von Ministerpräsident Barend Biesheuvel wurde er von diesem am 6. Juli 1971 zum Minister für Bildung und Wissenschaften ernannt und behielt dieses Amt bis zum Ende von Biesheuvels Amtszeit am 11. Mai 1973. Nach dem Rücktritt des mit Wissenschaftspolitik und Hochschulwesen beauftragten Ministers ohne Geschäftsbereich, Mauk de Brauw, am 20. Juni 1972 übernahm er zusätzlich die Verantwortung für diese Aufgaben. Aufgrund seiner Haushaltskürzung im Bildungsbudget und der Erhöhung von Studiengebühren kam es in dieser Zeit zu massiven Protesten und Rücktrittsforderungen in der Öffentlichkeit („van Veen, heen!“).
Nach seinem Ausscheiden aus der Regierung wurde van Veen für seine politischen Verdienste am 8. Juni 1973 zum Ritter des Orden von Oranien-Nassau berufen.

### Präsident des Arbeitgeberverbandes VNO und das Abkommen von Wassenaar
Im September 1973 wurde er zunächst stellvertretender Vorsitzender und dann zwischen Januar 1974 und November 1984 Vorsitzender des Verbond van Nederlandse Ondernemingen (VNO), dem größten Arbeitgeberverband der Niederlande.
In seinem Privathaus wurde am 6. November 1982 das berühmte Abkommen von Wassenaar geschlossen, das anschließend mehr als ein Jahrzehnt die Arbeitsbeziehungen in den Niederlanden bestimmte. Kernpunkte dieses Abkommens zwischen Arbeitgebern und Arbeitnehmern waren Lohnzurückhaltung und Arbeitszeitverkürzung. Sein Verhandlungspartner auf Seiten der Gewerkschaften war Wim Kok, damaliger Vorsitzender der Baugewerkschaft (Bouwbond NVV) und späterer Ministerpräsident.
Wegen seiner dortigen Verdienste wurde er unter anderem am 6. November 1984 auch zum Kommandeur des Orden von Oranien-Nassau berufen.
Schließlich wurde van Veen am 1. Februar 1985 durch Königlichen Beschluss von Königin Juliana zum Mitglied des Staatsrates (Raad van State) für besondere Aufgaben ernannt. Er gehörte diesem Verfassungsorgan zur Beratung der niederländischen Regierung bis zum 1. Januar 1993 an.